# Tain
Tain – miasto w Szkocji, w Highland. Leży 38,2 km od miasta Inverness, 217,4 km od miasta Glasgow i 214,7 km od Edynburga. W 2015 roku miasto liczyła 3600 mieszkańców.
W 1884 roku w Tain urodził się Peter Fraser. 24. Premier Nowej Zelandii. 